# The Calling
The Calling é uma banda de rock americana, formada em Los Angeles, Califórnia. Entre 2001 e 2004, atingiu sucesso com dois álbuns que venderam milhões de cópias. A banda terminou em 2005, e teve seu retorno oficial em 2014.

## Formações
A primeira formação da banda foi Alex Band (vocal), Aaron Kamin (guitarra), Billy Mohler (baixo), Sean Woolstenhulme (guitarra) e Nate Wood (bateria). Em seguida Dino Meneghin entrou no lugar de Sean.
A outra formação que também ganhou muito destaque foi com Alex no vocal, Daniel Damico (guitarra base), Justin Meyer (bateria), Justin d'Errico (guitarra solo) e Corey Britz (baixo e teclado).

## Carreira
O The Calling começou em San Fernando Valley, na Califórnia, EUA, quando Aaron Kamin e Alex Band se conheceram em 1995. Aaron namorava a irmã mais velha de Alex. Com o tempo o namoro terminou, mas a amizade deles continuava, e os planos para formarem uma banda também.
Algum tempo depois, eles formaram uma banda chamada "Generation Gap" que não durou muito tempo, porque havia uma grande diferença de idade entre os integrantes e interesses diferentes também.
Então Aaron e Alex continuaram investindo nesse sonho.
Ficaram por muito tempo escrevendo várias músicas. Criaram a banda "Next Door". Eles sempre colocavam suas fitas demo na caixa de correio de um dos diretores da RCA, e depois de muita insistência eles assinam um contrato. Em 2000 a banda apareceu no filme "Show Bar" cantando "Wherever You Will Go".
Com a entrada de mais alguns músicos contratados eles formam o The Calling e depois de 5 anos na "geladeira" eles lançam o primeiro CD "Camino Palmero" com "Wherever You Will Go" como single. E a música virou um grande sucesso, e assim The Calling começa a dar entrevistas para rádios e abrir shows de alguns cantores famosos.
Em 2002, eles saem em turnê mundial, fazendo seus próprios shows e são bem aceitos. E ganham o Prêmio de Artista Revelação no EMA e no ano seguinte o prêmio de melhor banda da rádio NJR.
Em 2004, lançam o novo álbum chamado "Two" e Aaron deixa a parte visual da banda, mas continua na produção e composição de músicas.
Depois de uma longa turnê mundial para apoiar o álbum, e sem qualquer apoio claro rótulo -, bem como Kamin e Banda se movendo em direções cada vez mais separados - a banda foi terminado eficazmente. Em julho de 2005, eles entraram em "hiato indefinido" [2] depois de fazer um show de despedida em Temecula, Califórnia. Alex e seus novos músicos (muitas vezes mal rotulados como "The Calling") têm desempenhado shows esporádicos desde 2008.

## Reunião e a volta
Em 15 de agosto de 2013, oito anos desde seu show de despedida, o The Calling anunciou que iria voltar, para um novo álbum. Alex montou uma nova banda, e voltou com interpretações acústicas de seus maiores sucessos. Um novo single de seu novo álbum de músicas inéditas foi lançado. Eles tocaram uma versão atualizada de seu single de sucesso "Wherever You Will Go".

## Membros

### Membros atuais
- Alex Band - vocais e guitarra
- Travis Loafman - backing vocais e guitarra
- Joey Clement - backing vocais e baixo
- Daniel Thomson - bateria e percussão[5]

### Membros antigos
- Aaron Kamin - backing vocais e guitarra
- Sean Woolstenhulme - backing vocais e guitarra rítmica
- Billy Mohler - backing vocais e baixo
- Nate Wood - bateria, percussão e backing vocais
- Dino Meneghin - backing vocais e guitarra rítmica

### Membros de turnês
- Kaveh Rastegar - baixo (2003)
- "V" - baixo (2004)
- Justin Derrico - guitarra (2003-2004)
- Daniel Damico - guitarra rítmica, backing vocais e teclado (2003-2004)
- Corey Britz - baixo, backing vocais e teclado (2003-2004)
- Justin Meyer - bateria e percussão (2003-2004)

## Discografia

### Álbuns
- Camino Palmero (2001)[6]
- Two (2004)[7]

### Singles
| Ano  | Música                   | Posição | Posição | Posição | Posição | Álbum                |
| Ano  | Música                   | US      | AUS     | UK      | ITA     | Álbum                |
| ---- | ------------------------ | ------- | ------- | ------- | ------- | -------------------- |
| 2001 | "Wherever You Will Go"   | #5      | #1      | #1      | #1      | Camino Palmero       |
| 2002 | "Adrienne"               | #96     | —       | #8      | #5      | Camino Palmero       |
| 2002 | "Could It Be Any Harder" | #88     | —       | #4      | #2      | Camino Palmero       |
| 2003 | "For You"                | #72     | #5      | #4      | #6      | Daredevil soundtrack |
| 2004 | "Our Lives"              | —       | #32     | #13     | #3      | Two                  |
| 2004 | "Things Will Go My Way"  | —       | #5      | #34     | #12     | Two                  |
| 2004 | "Anything"               | —       | #5      | #13     | #2      | Two                  |

### Trilhas sonoras
| Ano  | Filmes e Séries        | Música                            |
| ---- | ---------------------- | --------------------------------- |
| 2001 | Jogada de verão        | "Sweet Summer"                    |
| 2002 | Doce Lar               | "Keep your hands to yourself"     |
| 2002 | Smallville 1 temporada | "Unstoppable"                     |
| 2002 | Smallville 1 temporada | "Wherever you will Go"            |
| 2003 | Daredevil              | "For You"                         |
| 2003 | Simplesmente amor      | "Wherever you will go"            |
| 2004 | Fish Without A Bicycle | "Take Hold of Me"                 |
| 2007 | Firehouse Dog          | "Our lives"                       |
| 2007 | The Final Season       | "Coming home"                     |
| 2007 | Bratz                  | "It Doesn't Get Better Than This" |